# 珠光街道
珠光街道，是中华人民共和国广东省广州市越秀区下辖的一个乡镇级行政单位。

## 行政区划
珠光街道下辖以下地区：
东沙角社区、广舞台社区、越秀南社区、定安里社区、万福东社区、湛塘路社区、东园路社区、福行社区、珠江园社区、祖庙前社区、新福里社区、清水濠社区、文德路社区、文明路社区、仰忠社区、厂后社区、爱家园社区和海傍社区。

## 交通

### 地铁
█广州地铁6号线：北京路站、团一大广场站